# Baungon
Baungon è una municipalità di terza classe delle Filippine, situata nella Provincia di Bukidnon, nella Regione del Mindanao Settentrionale.
Baungon è formata da 16 baranggay:
- Balintad
- Buenavista
- Danatag
- Imbatug (Pob.)
- Kalilangan
- Lacolac
- Langaon
- Liboran
- Lingating
- Mabuhay
- Mabunga
- Nicdao
- Pualas
- Salimbalan
- San Miguel
- San Vicente